# Бушен, Патрик
Патрик Бушен (фр. Patrick Bouchain; род. 31 мая 1945, Париж) — французский архитектор, градостроитель, менеджер проектов и сценограф. Пионер в деле реконструкции промышленных территорий в культурные пространства. Обладатель гран-при в области урбанистики 2019 года.

## Биография
Родился 31 мая 1945 года в Париже (департамент Сена).
Учился в Школе изящных искусств в Париже; во время учёбы стажировался у декоратора Жака Дюмона, архитектора Андре Эрмана, а затем у художника Анри Мальво (1908—1994), директора Школы Камондо, где он впоследствии, в 1972—1974 годах, преподавал. В 1974—1981 годах он преподавал в Высшей национальной школе искусств в Бурже, а в 1981—1983 годах — в Национальной школе промышленного творчества. После более чем десяти лет преподавания рисунка и архитектуры Патрик Бушен пришёл к выводу, что «архитектура политична и должна отвечать интересам общего характера»; он сконцентрировался в своём творчестве на общественных сооружениях и потребностях.
В 1985 году он начал реализацию своей концепции с реконструкции здания, которое было построено в Париже в 1900 году для Всемирной выставки, а затем разобрано и перевезено в Гренобль, где использовалось в промышленных и складских целях. Патрик Бушен превратил его в центр современного искусства, став пионером в области преобразования промышленных территорий в культурные пространства. Затем последовали реконструкции La Ferme du Buisson, Lieu Unique в Нанте, Condition publique в Рубе, Channel в Кале и т. д. В 1986 году он основал агентство Construire, для продвижения архитектуры «HQH» («High Human Quality»). Также он стал сотрудничать с театральными художниками.
С 1986 по 1995 год был советником министра культуры Жака Ланга; в этот период, с 1989 года началось восстановление сада Тюильри.
Был куратором французского павильона на Венецианской архитектурной биеннале 2006 года. С момента создания в 2008 году Общества кооперативов по интересам «Friche la Belle de Mai» и до 2013 года он был его президентом. Получил Гран-при в области урбанизма в 2019 году.